# Žižkův dub (Trocnov)
Žižkův dub v Trocnově (neboli rodný dub Jana Žižky) byl statný památný strom, pod kterým se podle pověsti roku 1360 narodil Jan Žižka z Trocnova. Strom údajně zanikl roku 1700, kdy byl na příkaz církve pokácen a spálen.

## Základní informace
Přesná podoba ani věk stromu nejsou známé, dochovaná vyobrazení vznikla až dlouho po jeho zániku. Poprvé byl dub zobrazen v katastrální mapě trocnovského dvora z roku 1780. Podle popisu z pověstí (statný dub s dutinou) by muselo jít o strom minimálně 300 let starý, což by znamenalo, že v době zániku dosáhl alespoň 550 let věku. Rostl 200 metrů SSV od současného (velkého) Žižkova památníku.

## Historie a pověsti
Ke stromu se váže pověst o narození Jana Žižky. Žižkova matka Kateřina spěchala z pole, protože se blížila bouře. Pod mohutným dubem ji přepadly porodní bolesti, a tak se její syn, po otci pojmenovaný Jan, narodil za bouřky v lese, pod kmenem starého dubu.
Protože se k tomuto místu i po letech stále upírala pozornost místních obyvatel, nechal zde probošt borovanského kláštera roku 1682 vystavět kapli Jana Křtitele. Situace se ale nezměnila, lidé dokonce začali nové stavbě říkat Žižkova kaplička, následkem čehož roku 1700 probošt přikázal Žižkův dub porazit a spálit. Lidé prý tehdy pozůstatky dubu zcela rozebrali a úlomky dřeva nosili s sebou jako talisman.
Kaple byla zbořena na jaře 1867 a až roku 1908 zde nechal Adolf Josef ze Schwarzenbergu na přímluvu českých historiků postavit kamenný pomník s nápisem „Zde se narodil Jan Žižka z Trocnova“. Říká se, že pravý kámen je částí prahu původního trocnovského dvorce.
Žižkově rodnému dubu byla věnována pozornost v televizním pořadu Paměť stromů, konkrétně v dílu č.7, Žižkovy stromy.

## Galerie

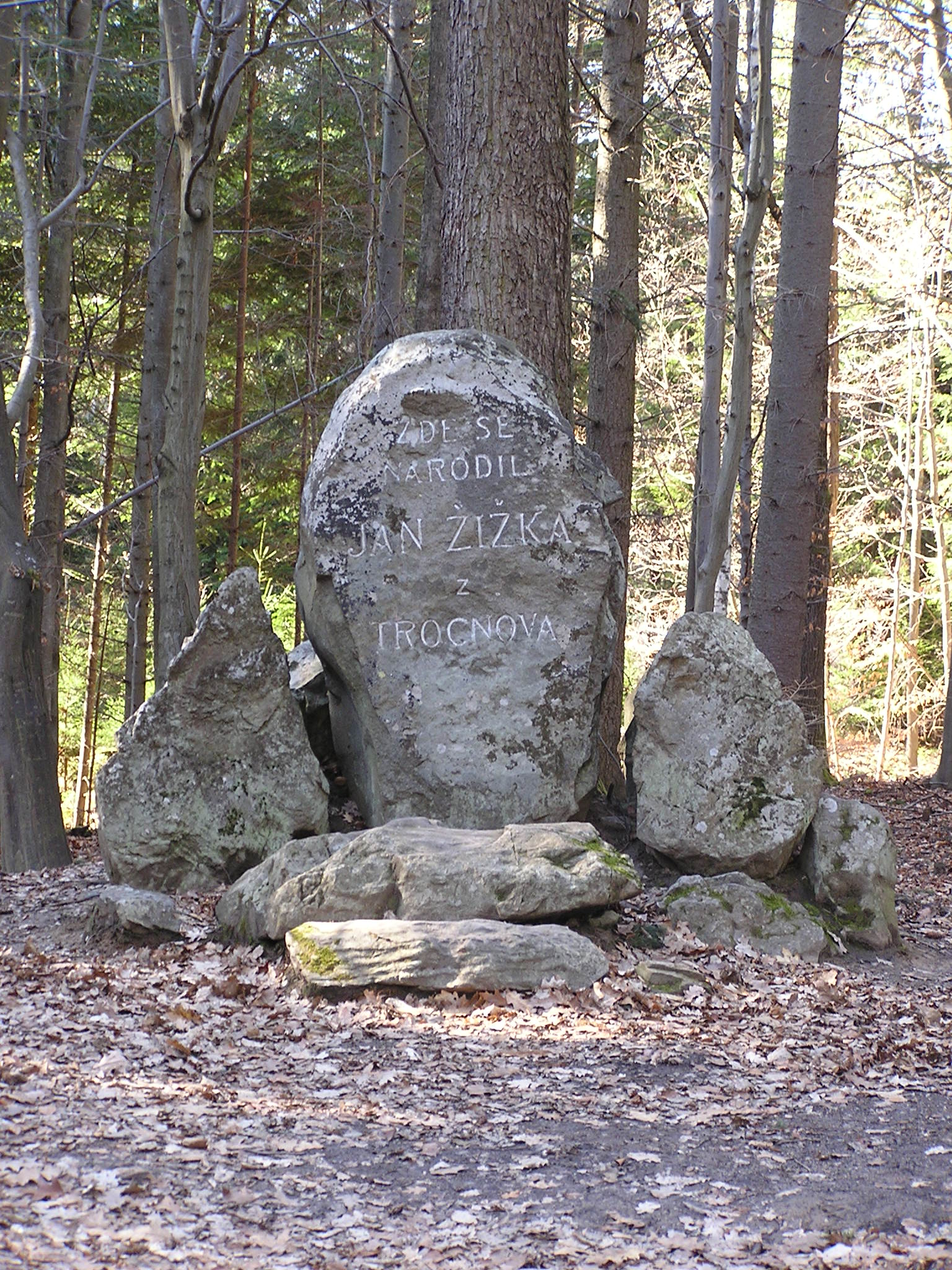
pomník Žižkův dub březen 2008
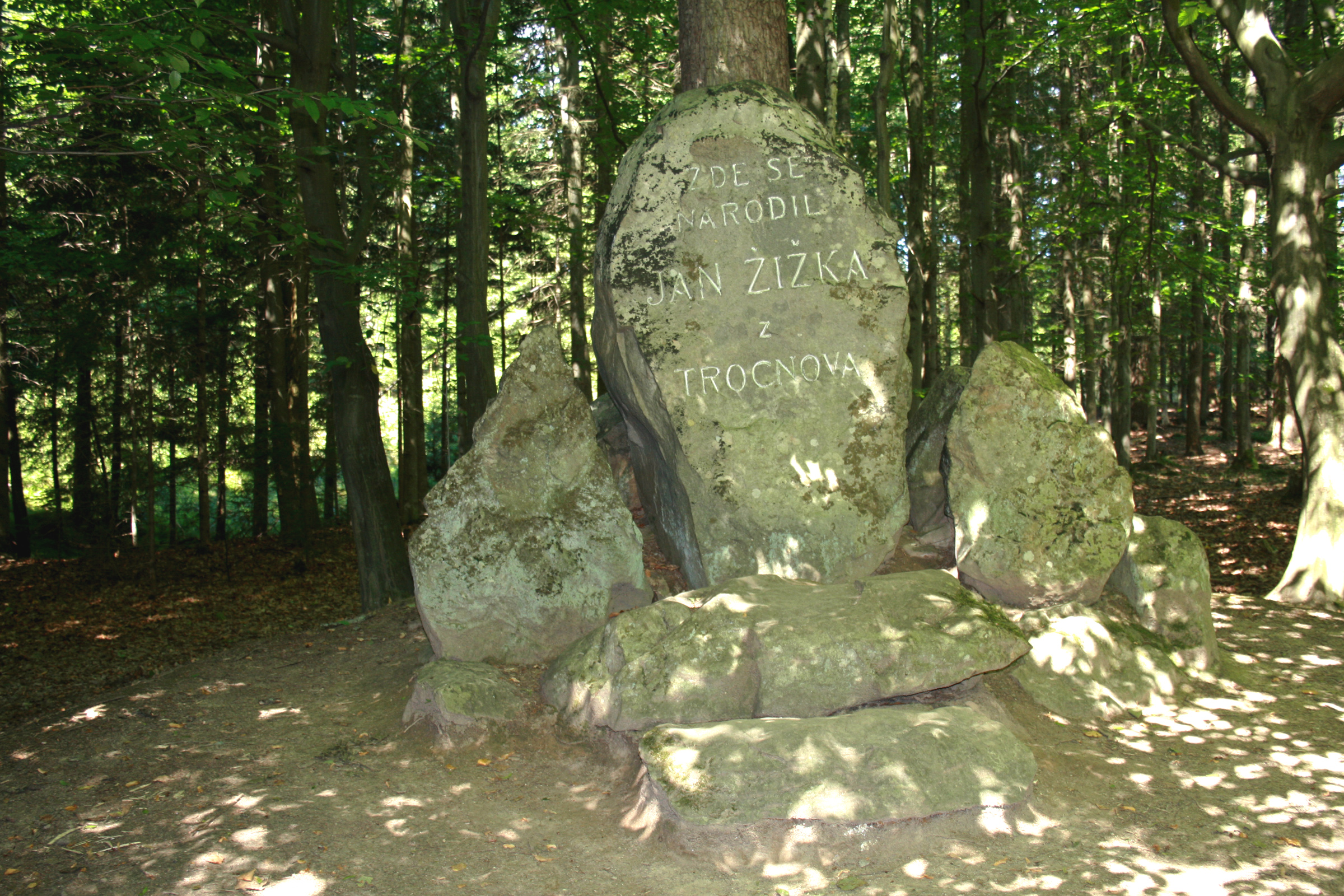
pomník Žižkův dub srpen 2008
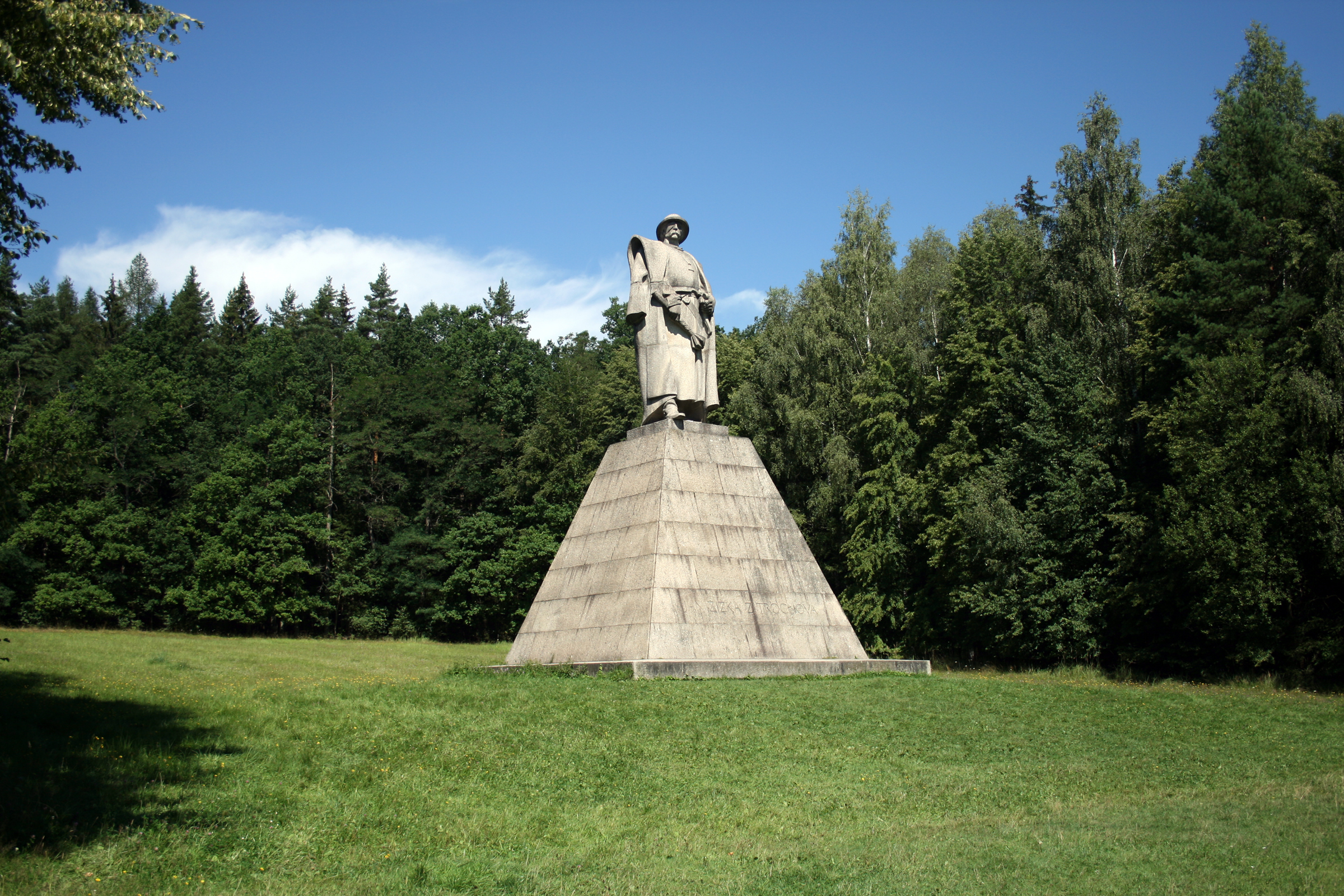
Žižkův památník (200m JV od pomníku)
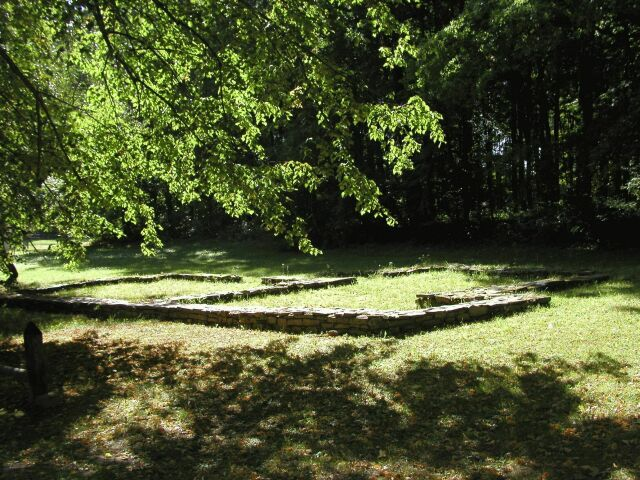
trocnovský dvorec

## Památné stromy související s husitstvím
- Opalický dub
- Běleňská lípa
- Sudslavická lípa
- Žižkovy duby (rozcestník)
- Husova lípa (Chlístov)
- Husovy lípy (rozcestník)
- Kapucínka od kostela sv. Markéty